# Netanja
Netanja (hebr. נתניה, Netanya; arab. نتانيا) – miasto położone w Dystrykcie Centralnym w Izraelu.

## Położenie
Leży na równinie Szaron nad Morzem Śródziemnym, w północnej części aglomeracji miejskiej Gusz Dan. Południową granicę Netanji wyznacza rzeka Poleg i Instytut Wingate, a północną granicę rzeka Avichail. W jego otoczeniu znajdują się: kibuc Jakum, moszawy Udim, Bet Jehoszua, Kefar Netter, Cur Mosze, Nordijja, Bet Jicchak-Sza’ar Chefer, Awichajil, Giwat Szappira i Chawaccelet ha-Szaron, wioski Gannot Hadar, Bat Chen, Cuki Jam i Szoszannat ha-Amakim, oraz miasteczka Ewen Jehuda, Coran-Kadima i Pardesijja.
Plaże Netanji mają długość 13,5 km, co powoduje, że miasto jest popularną turystycznie miejscowością Izraela. Jest to także ważny ośrodek przemysłowy, spełniający funkcję stolicy równiny Szaron.

## Historia
Pomysł założenia w tej okolicy nowej żydowskiej osady powstał w 1926 roku podczas spotkania związku Bnei Binjamin w mieście Zichron Ja’akow. W celu realizacji tego projektu pozyskano żydowskiego filantropa ze Stanów Zjednoczonych, Natana Straussa, który poświęcił dużo pieniędzy na rozwój żydowskiego osadnictwa w Palestynie. Dzięki jego pomocy, w 1928 roku zakupiono 350 akrów ziemi od arabskich rolników ze wsi Umm Khaled. Nowa osada została nazwana Netanja, na cześć Natana Straussa. Po dwóch miesiącach poszukiwań, w lutym 1929 roku znaleziono wodę i 18 lutego 1929 nastąpiło oficjalne założenie osady, w której zamieszkało pięciu pierwszych osadników (mieszkali w namiotach). Gdy w sierpniu wybuchły arabskie rozruchy w Palestynie, zdecydowano się na dwa tygodnie porzucić osadę. We wrześniu 1929 rozpoczęto budowę pierwszych dziesięciu domów. Pierwotnie był to typowy rolniczy moszaw, którego mieszkańcy utrzymywali się z hodowli cytrusów.
W 1930 otworzono w osadzie pierwszy sklep i przedszkole, a w 1931 pierwszą szkołę. W owym czasie w Netanji żyło już 100 mieszkańców. W 1933 powstał projekt budowy miasta Netanja, która składałaby się z trzech sekcji: turystycznej na wybrzeżu, mieszkalnej w centrum i przemysłowej na południu. W latach 1934–1939 do Netanji przypłynęło 17 statków z nielegalnymi żydowskimi imigrantami. Mieszkańcy Netanji pomagali imigrantom i większość z tych operacji zakończyła się sukcesem. W 1939 w miejscowości po raz pierwszy pojawił się przemysł diamentowy jako pierwszy otworzono zakład Ofir.
W latach 40. Brytyjczycy urządzili tutaj ośrodek rekonwalescencyjny dla żołnierzy alianckich.
Podczas wojny domowej w Mandacie Palestyny w 1948 roku kontrolę nad Netanją sprawowały żydowskie oddziały paramilitarne Hagana i Irgun. Podczas wojny o niepodległość miasteczko było główną bazą wojskową Sił Obronnych Izraela. 3 grudnia 1948 Netanja otrzymała prawa miejskie, jako pierwsze miasto utworzone w niepodległym państwie Izraela. Po wojnie do Netanji przyłączono ziemie pobliskich trzech wiosek arabskich Umm Khalid, Bayyarat Hannun i Tabsur, których mieszkańcy uciekli do sąsiednich krajów.
27 marca 2004 palestyński terrorysta wysadził się w Park Hotel w Netanji, podczas żydowskiego święta Pesach. W wyniku tego zamachu zginęło 30 Izraelczyków, a 140 zostało rannych. Do przeprowadzenia zamachu przyznała się palestyńska organizacja terrorystyczna Hamas.

## Demografia
Zgodnie z danymi Izraelskiego Centrum Danych Statystycznych w 2008 roku w mieście żyło 177,7 tys. mieszkańców, z czego 99,9% Żydów.
Zgodnie z danymi Izraelskiego Centrum Danych Statystycznych w Netanji w 2000 było 58 897 zatrudnionych pracowników i 4 671 pracujących na własny rachunek. Pracownicy otrzymujący stałe pensje zarabiali w 2000 średnio 4 905 NIS, i otrzymali w ciągu roku podwyżki średnio o 8,6%. Przy czym mężczyźni zarabiali średnio 6 217 NIS (podwyżka o 9,0%), a kobiety zarabiały średnio 3 603 NIS (podwyżka o 6,8%). W przypadku osób pracujących na własny rachunek średnie dochody wyniosły 6 379 NIS. W 2000 roku w Netanji było 3 293 osób otrzymujących zasiłek dla bezrobotnych i 14 963 osób otrzymujących świadczenia gwarantowane.
Populacja miasta pod względem wieku:
| Wiek (w latach) | Procent populacji |
| --------------- | ----------------- |
| 0–4             | 8,2%              |
| 5–9             | 7,6%              |
| 10–14           | 7,2%              |
| 15–19           | 7,0%              |
| 20–29           | 15,1%             |
| 30–44           | 17,6%             |
| 45–59           | 18,0%             |
| ponad 60        | 19,2%             |

Źródło danych: Central Bureau of Statistics.
W Netanji znajdują się następujące osiedla: Ben Zion, Ein Hatchelet, Galey Yam, Gan Bracha, Giwat Hairusim, Ir Yamim, Kiryat Eliezer, Kiryat Ha-Szaron, Kiryat Nordau, Kiryat Oved, Kiryat Tzanz, Kiryat Rabin (Amalia), Mahane Ya’akov, Mishkenot Zvuloon, Neot Begin, Neot Ganim (Shikun Vatikim), Neot Golda, Neot Herzl, Neot Shaked (Azorim), Neve Itamar, Neve Oz, Nof Hatayelet, Pardes Hagdud, Ramat Efraim, Ramat Hen, Ramat Poleg, Ramat Yadin (Dora), Sapir Industrial Park, Tubruk oraz Umm Khalid.

## Edukacja

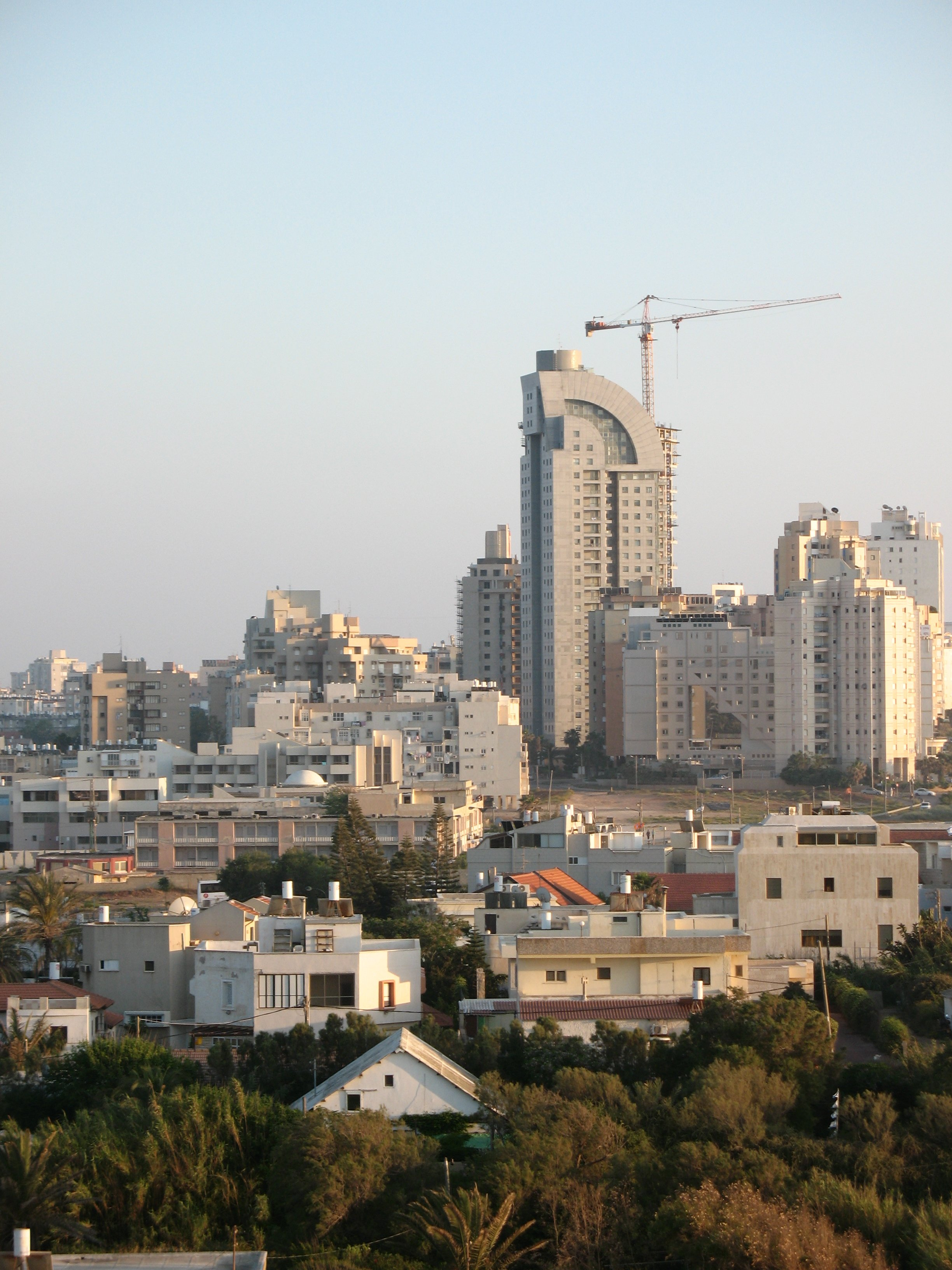
Netanja

W mieście znajdują się 43 szkoły podstawowe, 19 szkół średnich i 4 uczelnie wyższe: Netanya Academic College, Wingate Sports Institute, ORT Hermelin i Lesley College. W szkołach uczy się ponad 31 tys. uczniów i studentów. W 2006 władze miejskie zainwestowały 45 mln NIS w poprawę warunków nauczania.

## Kultura
Netanja posiada kilka dobrych muzeów. The Well House jest muzeum przedstawiającym historię powstania i rozwoju miasta. Znajduje się ono w jednym z pierwszych budynków jakie powstały w Netanji. Jednym z najsłynniejszych tutejszych muzeów jest muzeum diamentów Diamimon. Muzeum Caspi Silver prezentuje srebrną biżuterię oraz różne drogocenne eksponaty związane z kulturą judaizmu. Wizyty w tej galerii sztuki muszą być wcześniej umawiane.
Muzeum Tribes of Israel Pearl przedstawia dziedzictwo jemeńskich Żydów. Bogatą ofertę kulturalną ma audytorium Ohem Shlem, w którym między innymi działa miejski teatr.

## Gospodarka
Netanja posiada cztery strefy przemysłowe w których koncentrują się zakłady przemysłu elektrotechnicznego, hi-tech, włókienniczego i spożywczego. Staranne planowanie stref przemysłowych powoduje, że są one ważnymi ośrodkami handlowo-rozrywkowymi, ponieważ na ich obrzeżach wybudowano nowoczesne centra. Między innymi znajduje się tutaj olbrzymi hipermarket meblowy Ikea. Z innych międzynarodowych przedsiębiorstw działają tutaj Teva Pharmaceuticals, Cellcom, Paz, Delek Group, Granite Hacarmel, Sonol, SAREL Medical Supplies, Chemipal, Koor Trade, Eurocom, Techno Ralko i inne.
W Netanji znajdują się liczne szlifiernie diamentów. Wielu z właścicieli tutejszych zakładów obróbki diamentów przyjechało do Izraela z Belgii przed i podczas II wojny światowej. W Narodowym Centrum Diamentów poznaje się techniki cięcia i szlifowania drogocennych kamieni.

## Turystyka

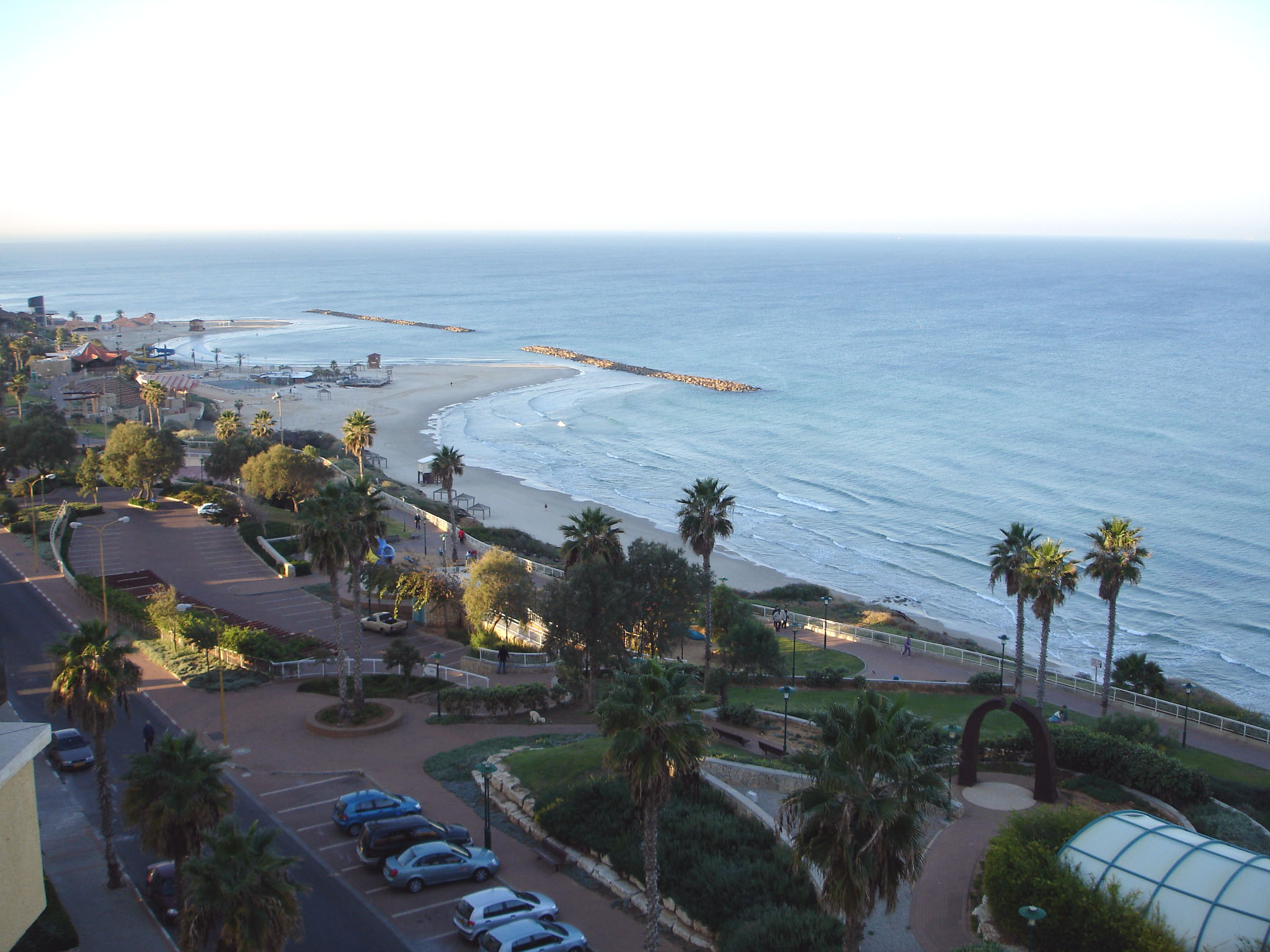
Plaże Netanji

Dysponując 13,5 km pięknych piaszczystych plaż i około 25 hotelami górującymi nad nadmorskim bulwarem, Netanja jest jednym z najważniejszych ośrodków wypoczynkowych Izraela. W rozwój infrastruktury turystycznej zainwestowano tutaj miliony dolarów, budując między innymi pięć nadmorskich promenad ciągnących się wzdłuż całego klifu morskiego. Każda promenada jest w innym stylu. Z wysokiego klifu można zjechać na plaże specjalną windą, co umożliwia osobom niepełnosprawnym na korzystanie z plaż.
Dwie stadniny koni The Ranch i Cactus Ranch oferują przejażdżki konne brzegiem morza.
W mieście powstało także wiele parków, placów zabaw, kawiarni i restauracji, lokale rozrywki, galerii sztuk i ośrodków sportowych, które oferują szeroką ofertę aktywnego wypoczynku. Od południa miasto graniczy z dwoma obszarami chronionej przyrody – Rezerwat Nahal Poleg i Rezerwat Udim.

## Sport
Netanja posiada trzy kluby piłkarskie: Maccabi Netanja (I liga), Beitar Nes Tubruk F.C. oraz Maccabi HaSharon. W koszykówce miasto reprezentuje drużyna Elicur Netanja. W baseballu występuje drużyna Netanja Tigers.
Władze miejskie promują Netanję jako „miasto sportów plażowych”. Dlatego utworzono plażowe boisko do gry w piłkę nożną, na którym prowadzone są różne rozgrywki sportowe. Tutejsze plaże są miejscem uprawiania licznych sportów wodnych, natomiast łagodne klify wykorzystuje się do paralotniarstwa.
Klub sportowy Maccabi Netanja posiada także sekcję boksu i szermierki, natomiast klub Hapoel Netanja posiada sekcję judo i gimnastyki.
W południowej części miasta znajduje się państwowy Wingate Institute for Physical Education and Sport, w którym trenują izraelskie reprezentacje sportowe. W ośrodku jest olimpijski basen pływacki, stadion z bieżniami o długości 400 m, pięć sal gimnastycznych, korty tenisowe oraz kilkanaście boisk. Teren instytutu jest także siedzibą Akademii Wychowania Fizycznego. Plaże w tym rejonie są dzikie i w tygodniu zazwyczaj puste.

## Służba zdrowia
W Netanji znajduje się szpital Laniado Hospital.

## Władze miejskie

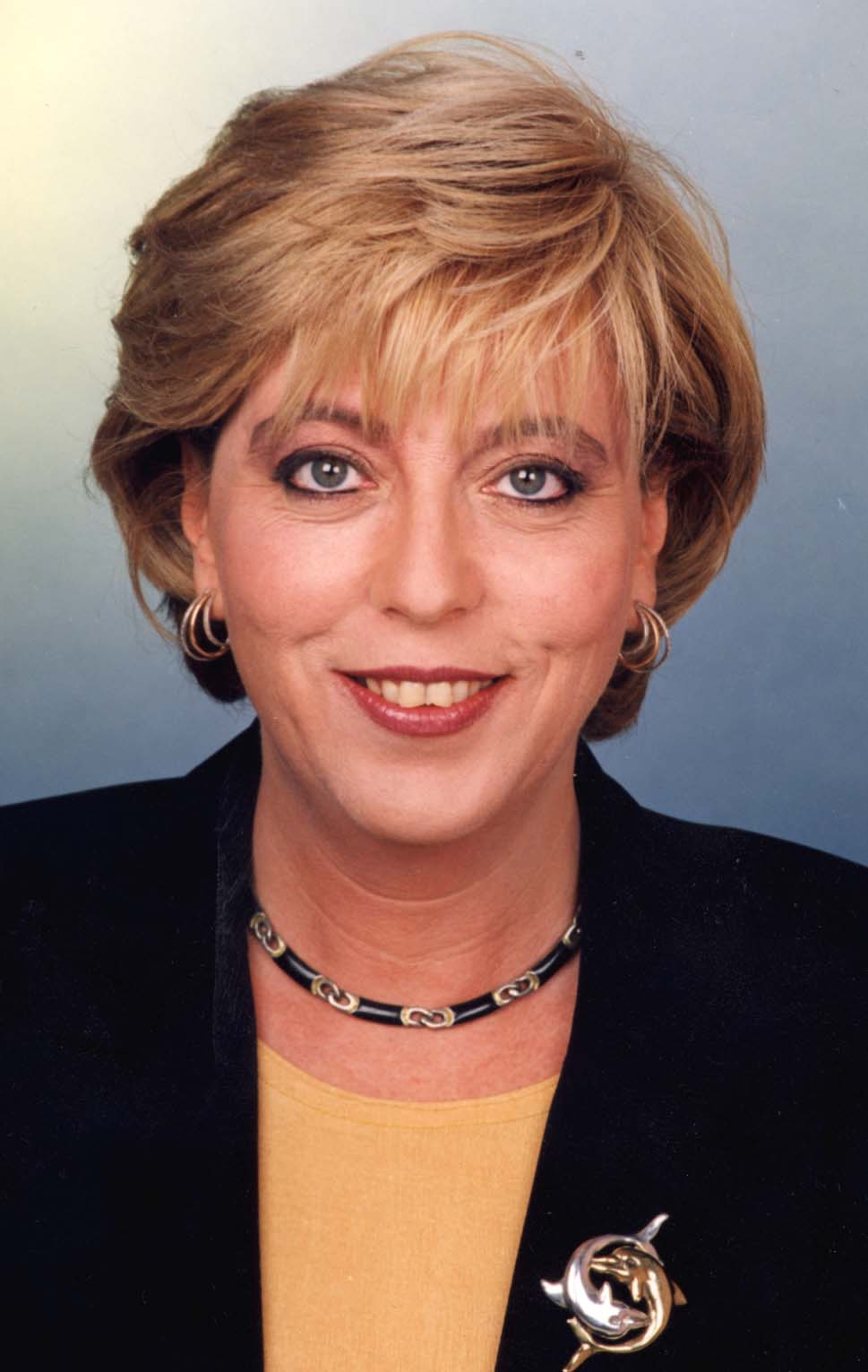
Myriam Fierberg-Ikar – aktualny burmistrz Netanji

Kolejni burmistrzowie miasta:
- Oved Ben-Ami 1929–1957
- Moshe Shaked 1957–1959
- David Pokes 1959–1961
- Oved Ben-Ami 1961–1964
- Moshe Shaked 1965–1968
- Abraham Ber Manh’im 1968–1969
- Oved Ben-Ami 1969–1974
- Abraham Ber Manh’im 1974–1978
- Ruben Kaligler 1979–1983
- Yoel Alraï 1983–1993
- Tsvi Poleg 1993–1998
- Vered Sevid 1998
- Myriam Fierberg-Ikar 1998-nadal

## Ludzie związani z Netanją
- Mordechaj Spiegler – czołowy izraelski piłkarz, grający w Maccabi Netanja.
- Nadav Guedj – piosenkarz, reprezentant Izraela na 60. Konkursie Piosenki Eurowizji w Wiedniu.

## Transport
W strefie przemysłowej położonej we wschodniej części miasta jest stacja kolejowa Netanja. Pociągi z Netanji jadą do Binjamina-Giwat Ada, Tel Awiwu, Lod, Rechowot i Aszkelonu.
Przez miasto przebiega autostrada nr 2. W południowej części miasta przebiega droga nr 553, którą jadąc w kierunku południowo-wschodnim dojeżdża się do moszawów Udim i Bet Jehoszua. Ze wschodniej części miasta wychodzi droga nr 5611, którą jadąc w kierunku południowym dojeżdża się do miasteczka Ewen Jehuda i moszawu Kefar Netter. Z centrum miasta wychodzi w kierunku wschodnim droga ekspresowa nr 57.

## Miasta partnerskie
- Gold Coast, Australia
- Nicea, Francja
- Sarcelles, Francja
- Dortmund, Niemcy
- Gießen, Niemcy
- Stavanger, Norwegia
- Nowy Sącz, Polska
- Cincinnati, Ohio, Stany Zjednoczone
- Bournemouth, Wielka Brytania
- Siófok, Węgry

### Podróże wirtualne
- Plaża w Netanji. 3disrael.com. [zarchiwizowane z tego adresu (2008-09-20)].
- Nadmorski klif przy Netanji. 3disrael.com. [zarchiwizowane z tego adresu (2008-07-24)].
- Widok Netanji z powietrza. 3disrael.com. [zarchiwizowane z tego adresu (2008-05-09)].